# Kreis Schwelm
Der Kreis Schwelm war ein deutscher Landkreis in dem zur preußischen Provinz Westfalen gehörenden Regierungsbezirk Arnsberg. Er bestand von 1887 bis 1929.

## Verwaltungsgeschichte
Durch das kontinuierliche Anwachsen der Bevölkerung im Ruhrgebiet im 19. Jahrhundert erwies sich die Fläche des westfälischen Landkreises Hagen i. W. als zu groß. Eine Verkleinerung erschien erforderlich. Deswegen wurde am 1. April 1887 der westliche Teil des Landkreises Hagen abgespalten und zum neuen Kreis Schwelm zusammengefasst. Der Landrat nahm seinen Sitz in Schwelm. Der Kreis umfasste zunächst fünf Ämter und insgesamt 15 Gemeinden:
| Verwaltungsgliederung 1887 | Verwaltungsgliederung 1887                                  |
| Amt                        | Gemeinden                                                   |
| -------------------------- | ----------------------------------------------------------- |
| Ennepe                     | Mühlinghausen, Oelkinghausen und Schweflinghausen           |
| Haßlinghausen              | Gennebreck, Haßlinghausen, Hiddinghausen I und Linderhausen |
| Langerfeld                 | Langerfeld und Nächstebreck                                 |
| Sprockhövel                | Hiddinghausen II, Niedersprockhövel und Obersprockhövel     |
| Voerde                     | Voerde                                                      |
| amtsfrei                   | Gevelsberg und Schwelm                                      |

Langerfeld und Nächstebreck wurden am 5. August 1922 in den rheinischen Stadtkreis Barmen eingemeindet. Am 1. April 1923 wurden Mühlinghausen, Oelkinghausen und Schweflinghausen zur Gemeinde Milspe zusammengeschlossen, die seitdem auch das Amt Milspe bildete.
Am 1. August 1929 wurde der Kreis Schwelm aufgelöst. Die elf verbliebenen Gemeinden wurden in den neu geschaffenen Ennepe-Ruhr-Kreis eingegliedert.

## Einwohnerentwicklung
| Jahr | Einwohner |
| ---- | --------- |
| 1890 | 54.635    |
| 1900 | 71.627    |
| 1910 | 89.767    |
| 1925 | 76.154    |

## Landräte
- 1887–1890: Paul Martinius
- 1890–1920: Ludwig Harz
- 1920:–9999 Fritz Graf (kommissarisch)
- 1920–1921: August Erdmann (kommissarisch)
- 1921:–9999 Fritz Graf
- 1922–1925: August Erdmann
- 1925–1929: Heinrich Acker

## Kommunalverfassung
Der Kreis Schwelm gliederte sich in die Stadtgemeinden Gevelsberg und Schwelm, ferner in Landgemeinden, die in Ämtern zusammengefasst waren.
Für diese galt bis zur Auflösung des Kreises
- die Städte-Ordnung für die Provinz Westphalen vom 19. März 1856
- die Landgemeinde-Ordnung für die Provinz Westphalen vom 19. März 1856

Die Kreisverfassung richtete sich nach der Kreisordnung für die Provinz Westfalen vom 31. Juli 1886.